# Neoaliturus obtusiceps
Neoaliturus obtusiceps är en insektsart som beskrevs av Rauno E. Linnavuori 1961. Neoaliturus obtusiceps ingår i släktet Neoaliturus och familjen dvärgstritar. Inga underarter finns listade i Catalogue of Life.